# Валя-Мерулуй (Арджеш)
Валя-Мерулуй (рум. Valea Mărului) — село у повіті Арджеш в Румунії. Входить до складу комуни Будяса.
Село розташоване на відстані 119 км на північний захід від Бухареста, 13 км на північний захід від Пітешть, 104 км на північний схід від Крайови, 100 км на південний захід від Брашова.

## Населення
За даними перепису населення 2002 року у селі проживали 345 осіб, усі — румуни. Усі жителі села рідною мовою назвали румунську.